# Сантиметр
Сантиметр (см, cm; заст. укр. стм.) — одиниця довжини в системах SI та СГС.
У системі СГС є основною одиницею вимірювання лінійних розмірів.
У шкільній практиці для пояснення величини сантиметра використовують такі підручні «приблизні еталони», як дві зошитових клітинки або ширина великого пальця руки.

## Співвідношення з іншими мірами
1 сантиметр дорівнює:
- 10 мм
- 1/100 м (1.00×E−2 м)
- ~0.393700787401575 дюйма (1 дюйм дорівнює 2.54 см)[2]

1 кубічний сантиметр дорівнює 1 мілілітру.

## Застосування сантиметра
На додаток до використання для вимірювання довжини, сантиметр застосовують:
- для повідомлення про рівень опадів, виміряних плювіометром[3]
- у системі СГСЕ та гаусовій системі сантиметр є основною одиницею вимірювання електричної ємності (в цій якості називається також статфарад). У СГСЕ 1 сантиметр ємності — це електрична ємність кулі з радіусом 1 сантиметр, розміщеної у вакуумі. 1 сантиметр ємності ≈ 1/9·10-11 Ф = 1,11… пФ[4]
- у системі СГСМ і гаусовій системі сантиметр є основною одиницею вимірювання індуктивності
- на мапах, сантиметри використовують для переведення масштабу мапи в реальні кілометри
- для представлення другого моменту площ (см4)